# Farsund
Farsund este un municipiu din provincia Agder, Norvegia. Comuna Farsund a fost declarată municipiu la 1 ianuarie 1838, deși era deja recunoscută drept centru de negoț din 1795. Municipiile rurale Herad, Lista și Spind au fost unite cu Farsund la 1 ianuarie 1965.
Farsund este un municipiu de coastă, având la nord municipiul Kvinesdal și Lyngdal la nord-est. Ca suprafață, este unul dintre cele mai mici municipii din provincia Agder, dar este printre primele ca număr de locuitori. Acesta are în jur de 9.400 de locuitori, concentrați în trei centre: comuna Farsund, Vanse și Vestbygda.